# Design & Engineering Methodology for Organizations
Metodika DEMO (Design & Engineering Methodology for Organizations) je modelovací jazyk pro popis podnikové architektury. Jeho autorem je profesor Jan Dietz a vyvíjí jej Enterprise Engineering Institute.

## Základní principy

### Stupně abstrakce
Každá organizace je v metodice DEMO rozdělena do tří vrstev:
- O-organizace: na tomto stupni dochází k tvorbě originálních produktů; na této vrstvě mohou operovat pouze lidé
- I-organizace: prostřední stupeň pracuje s informacemi; dochází zde k jejich tvorbě, následně jsou požívány ke zdůvodňování
- D-organizace: nejnižší vrstva pracuje s daty, jde vesměs o rutinní aktivity

### Transakce
Činnosti v organizaci probíhají v tzv. transakcích. Každá transakce má svého iniciátora, tedy člověka, který požaduje určitý produkt, a exekutora, který produkt vytváří.
Každá transakce má tři hlavní fáze, které se dále rozpadají na další kroky:
1. Order – diskuze o tom, jaký má být produkt
  1. Request – iniciátor žádá o produkt
  2. Promise – exekutor slíbí produkt vytvořit
  3. Decline – exekutor odmítne produkt vytvořit
2. Execution – výrobu produktu
3. Result – diskuze o vytvořeném produktu
  1. Declare – exekutor vystaví hotový produkt iniciátorovi
  2. Accept – iniciátor převezme produkt
  3. Reject – iniciátor odmítne převzít produkt

Teorie metodiky navíc počítá s možností vzít některé své rozhodnutí dodatečně zpět – existuje tak navíc kroky Revoke Request, Revoke Promise, Revoke Declare a Revoke Accept.
Jednotlivé transakce mohou vytvářet stromovou strukturu. Exekutor transakce se tak může stát iniciátorem dalších, které vytvářejí dílčí části výsledného produktu.

#### Příklad
Mějme transakci, jejímž produktem je jízdní kolo. Iniciátorem je v tuto chvíli zákazník, který si kolo pořizuje. Exekutorem je člověk, který sestavuje jednotlivé části kola. Aby však mohl kolo dodat, potřebuje výsledky dalších transakcí, v nichž vystupuje v roli iniciátora – například výrobu kol, rámu, sedla či brzd.

### Odhalení esence organizace
Pomocí transakcí je podle metodiky možné rozložit každou organizace tzv. konstrukční dekompozicí. Na ontologické úrovni (O–organizace) je tato dekompozice nezávislá na implementaci organizace - představuje tedy esenciální model organizace.